# Damascus (Virgínia)
Damascus és una població dels Estats Units a l'estat de Virgínia. Segons el cens del 2000 tenia 981 habitants.

## Demografia
Segons el cens del 2000, Damascus tenia 981 habitants, 484 habitatges, i 269 famílies. La densitat de població era de 445,6 habitants per km².
Dels 484 habitatges en un 18,2% hi vivien nens de menys de 18 anys, en un 40,7% hi vivien parelles casades, en un 11,6% dones solteres, i en un 44,4% no eren unitats familiars. En el 40,9% dels habitatges hi vivien persones soles el 20,9% de les quals corresponia a persones de 65 anys o més que vivien soles. El nombre mitjà de persones vivint en cada habitatge era de 2,03 i el nombre mitjà de persones que vivien en cada família era de 2,72.
Per edats la població es repartia de la següent manera: un 17,9% tenia menys de 18 anys, un 6,2% entre 18 i 24, un 25,4% entre 25 i 44, un 28,3% de 45 a 60 i un 22,1% 65 anys o més.
L'edat mediana era de 45 anys. Per cada 100 dones de 18 o més anys hi havia 83,4 homes.
La renda mediana per habitatge era de 19.886 $ i la renda mediana per família de 29.250 $. Els homes tenien una renda mediana de 25.500 $ mentre que les dones 18.500 $. La renda per capita de la població era de 14.995 $. Entorn del 13,2% de les famílies i el 20% de la població estaven per davall del llindar de pobresa.

## Poblacions més properes
El següent diagrama mostra les poblacions més properes.